# سيلفانو غاراي أولوا
سيلفانو غاراي أولوا هو سياسي مكسيكي، ولد في 10 فبراير 1959 في ماتيخوالا ‏ في المكسيك. نشط حزبياً في Labor Party (Mexico) ‏. وقد انتخب عضو مجلس النواب المكسيك ‏.